# Rohini

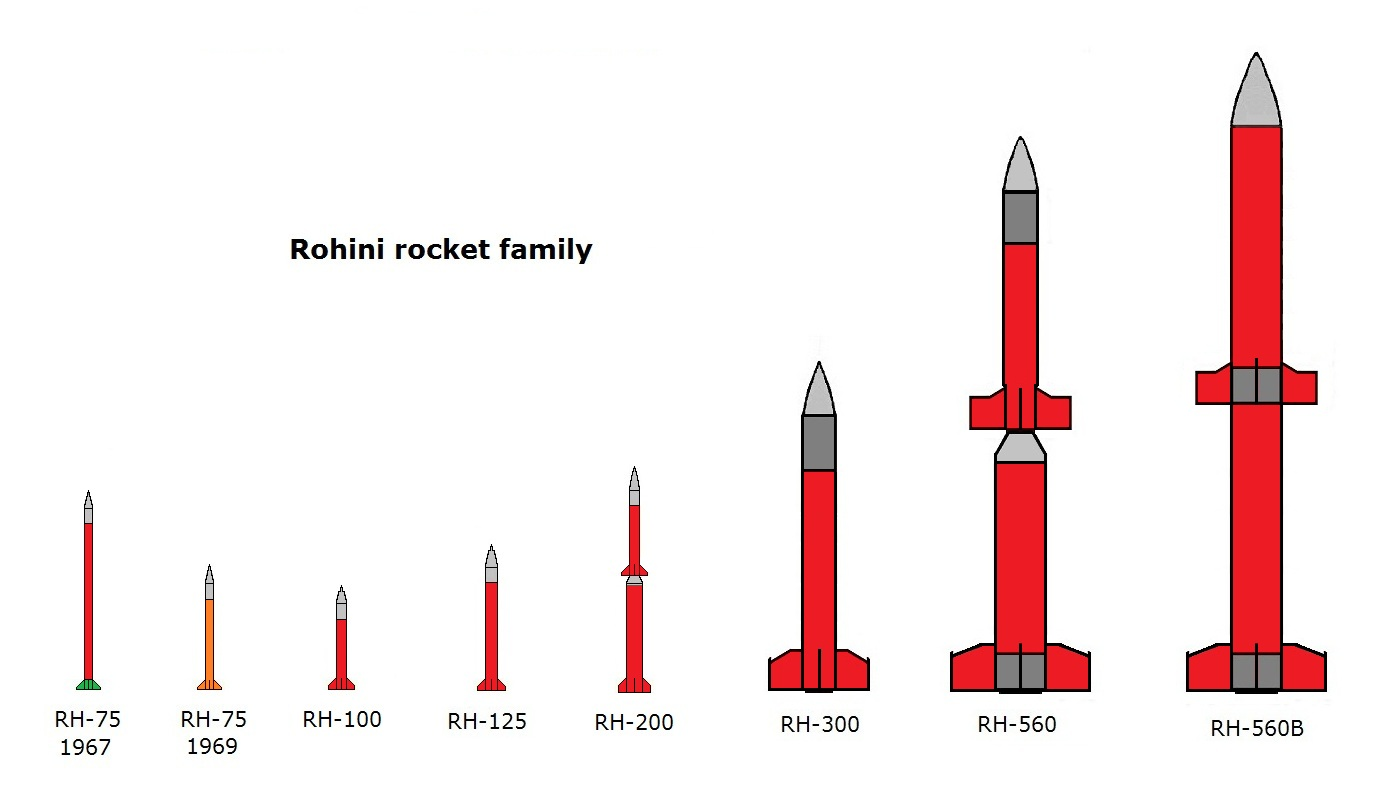
A família de foguetes Rohini.

Rohini, foi o nome atribuído a uma família de foguetes de sondagem nativos da Índia, desenvolvidos pela Indian Space Research Organisation (ISRO).
A sua origem, remonta ao início do programa espacial indiano, quando partindo de recursos escassos, e usando os conhecimentos obtidos por engenheiros treinados na França, houve um processo de nacionalização da tecnologia de construção de foguetes.
Todos os modelos dessa família fazem uso de motores movidos a combustível sólido.

## Etimologia
O termo Rohini, em Sânscrito, significa ascendente, alto ou ainda Mãe de todas as vacas (que na cultura indu é um animal sagrado). Em hindi, é um nome de mulher bastante popular, originado na Mitologia hindu, onde Rohini Devi, era esposa de Vasudeva e mãe de Balarama e Subhadra.
Deve-se observar também que existem satélites indianos com esse mesmo nome.

## Origens
Já existiam algumas iniciativas na área de foguetes sendo conduzidas pela Comissão de Energia Atômica Indiana, liderada pelo Dr. Vikram Sarabhay, desde o
início da década de 60. Em 1963, foi criado o Campo de Thumba, perto de Trivandrum.
O moderno programa espacial Indiano, teve início na segunda metade da década de 60. Em maio de 1966 a primeira ministra Indira Gandhi, afirmou que os cientistas
Indianos que haviam sido especificamente treinados na França, já haviam adquirido o conhecimento técnico completo para a construção de foguetes
Centaure (ou equivalentes), e a partir de então, eles podiam ser construídos com componentes totalmente indianos.
Com esse conhecimento adquirido sob o programa "Rohini Sounding Rocket" (RSR), foram desenvolvidos os foguetes da família Rohini. Consideravelmente menores que os foguetes franceses que lhes deram origem,
o primeiro foguete projetado inteiramente pelos cientistas de Trombay liderados pelo Dr. Sarabhay, foi o RH-75, lançado em 20 de novembro de 1967, pesava
apenas 32 kg e tinha um diâmetro de 75 mm, daí o nome RH-75. Nos anos seguintes, foguetes ligeiramente maiores foram desenvolvidos: o RH-100 com 100 mm de
diâmetro e o RH-125, com 125 mm de diâmetro.
O campo de lançamento de Thumba, foi oferecido e teve o controle transferido para as Nações Unidas em 1969, passando a receber recursos e pessoal oriundos
de vários países, o que acelerou ainda mais o programa espacial indiano. Além dos foguetes de fabricação local, de Thumba, eram lançados basicamente,
foguetes dos tipos: Nike Cajun, Nike Ajax, Judi Dart e Arcas americanos e Centaure franceses. Uma boa quantidade de instrumentos sofisticados foi
fornecida por outros países, o que permitia a monitoração de foguetes com alcance de mais de 300 km. Equipamentos de telemetria fornecidos pela NASA e
computadores fornecidos pela União Soviética, garantiam a aquisição e processamento dos dados. Durante esta fase, os foguetes mais eficazes eram o
Nike Apache e o Centaure.

## Nomenclatura
Os foguetes dessa família, eram denominados com as letras RH (de Rohini), seguidas de um número, correspondendo ao diâmetro do foguete (em milímetros).

## Modelos
RH-75
O RH-75, com apenas um estágio, foi o primeiro foguete desenvolvido na Índia, foi lançado do TERLS em 20 de novembro de 1967. Com 32 kg de massa total e 75 mm de diâmetro, chegou a conduzir cargas úteis de 1 kg a altitudes de até 10 km. foi lançado mais duas vezes em 1967 e 12 vezes em 1968, perfazendo um total de 15 lançamentos entre novembro de 1967 e setembro de 1968. Em 1969, alguns experimentos com uma versão encurtada e motor mais potente foram efetuadas.
RH-100
Segundo modelos da série, o RH-100, também com apenas um estágio, foi um modelo experimental para pesquisas em novos componentes combustíveis e desenho de foguetes. Com 100 mm de diâmetro, conduzia cargas de 3 kg até 14 km de altitude.
RH-125
O RH-125, modelo de apenas um estágio, foi lançado algumas vezes: entre janeiro de 1970 e em outubro de 1971. Chegou a conduzir cargas úteis de 7 kg a 19 km de altitude.
RH-200
O modelo RH-200 de dois estágios, com diâmetro de 200 mm, atinge 70 km de altitude.
RH-300
O RH-300, modelo de apenas um estágio, com diâmetro de 300 mm, chega a atingir 116 km de altitude.
RH-560
Esse modelo de dois estágios, com 7,6 m de altura e massa total de 1.390 kg, conduzia cargas úteis de 100 kg a até 330 km de altitude.
A variante RH-560 Mk-II, chega a atingir altitudes de 548 km.

## Aplicações
Os modelos dessa família que continuam em uso são os seguintes: o RH-200 para estudos meteorológicos, o RH-300 Mk-II para estudos na atmosfera superior e o RH-560 Mk-II para estudos da ionosfera.
Um modelo RH-200 foi usado para conduzir a primeira carga útil científica projetada por estudantes (da VIT University em Vellore).
Entre os membros dessa equipe estavam: Dev Sharma, Himanshu Misha, Sunayan Kumar, Mouni Reddy, Maneesh Narnoli, Gautam Manohor, Chandresh Mittal e Ankit Sharma.